# Jet Jet Coaster
「Jet Jet Coaster」（ジェット・ジェット・コースター）は、日本のネオアコ・バンドである b-flower の 5th シングル。1996年1月31日に東芝EMIより発売。

## 収録曲
1. Jet Jet Coaster (4:31)
  - 作詞・作曲：八野英史、編曲：b-flower
  - 6th アルバム『Clockwise』からのシングルカット。
2. 昼顔海岸 (5:03)
  - 作詞：八野英史、作曲：岡部亘（岡部わたる） 、編曲：b-flower
3. Jet Jet Coaster [Instrumental Version] (4:31)

## 備考
- 2010年現在、廃盤。